# Erdmute
Erdmute (auch: Erdmuthe, Erdmut, Erdmuth) ist ein weiblicher Vorname. Er ist eine Nebenform von „Hartmute“ (aus althochdeutsch „harti“ = hart und „muot“ = Mut, Eifer).

## Bekannte Namensträgerinnen
- Erdmute Alber (* 1963), deutsche Ethnologin mit Forschungsschwerpunkten in Politik- und Verwandtschaftsethnologie
- Erdmuthe von Brandenburg (1561–1623), Gattin von Herzog Johann Friedrich von Pommern-Stettin
- Erdmuthe Sophie von Dieskau (1698–1767), eine der Mätressen des Kurfürsten Friedrich August von Sachsen
- Erdmuthe Falkenberg (1913–2000), deutsche Juristin und Sozialpolitikerin
- Erdmuthe Meyer zu Bexten (* 1962), deutsche Informatikerin
- Erdmute Prautzsch (* 1969), deutsche Malerin
- Erdmuthe Benigna Reuß zu Ebersdorf (1670–1732), deutsche Pietistin
- Erdmuthe Sophie von Sachsen (1644–1670), Gattin von Markgraf Christian Ernst von Brandenburg-Bayreuth
- Erdmuth Dorothea von Sachsen-Zeitz (1661–1720), Ehefrau von Herzog Christian II. von Sachsen-Merseburg
- Erdmute Schmid-Christian (* 1943), deutsche Schauspielerin
- Erdmute Sommerfeld (* 1943), deutsche Physikerin und Professorin für Theoretische Psychologie
- Erdmuthe Dorothea von Zinzendorf (1700–1756), deutsche Pietistin und Kirchenlieddichterin